# Lycoris Recoil
Lycoris Recoil (яп. リコリス・リコイル Рикорису рикоиру, «Ликорис Рекойл») — японский мультимедийный проект, созданный Spider Lily и писателем Асаурой. Аниме-сериал производства студии A-1 Pictures транслировался с июля по сентябрь 2022 года.
Адаптация аниме-сериала в формате манги публикуется в журнале Monthly Comic Flapper издательства Media Factory с сентября 2022 года и по состоянию на февраль 2025 года издана в шести томах-танкобонах. Ранобэ Lycoris Recoil: Ordinary Days, написанное Асаурой и проиллюстрированное Имигимуру, вышло в сентябре 2022 года под импринтом Dengeki Bunko издательства ASCII Media Works. Второе ранобэ с подзаголовком Recovery Days вышло в марте 2024 года.

## Сюжет
Старшеклассница Такина Иноуэ работает в организации «Direct Attack» (DA, в переводе с англ. — «Прямой удар») в составе спецгруппы убийц и шпионов под названием «Ликорис», состоящей исключительно из девушек. Основной задачей агентства «Ликорис» является ликвидация преступников и террористов в Токио. В наказание за неповиновение приказу во время одной из миссий Такина была переведена в одно из отделений агентства под названием «Кафе „ЛикоРеко“». Напарницей Такины в кафе стала Тисато Нисикиги, считающейся лучшим агентом «Ликориса». Поначалу недовольная беззаботным характером Тисато и её предпочтением побеждать врагов без убийств, Такина должна научиться ладить со своей новой напарницей, если она рассчитывает однажды восстановиться на прежнем месте.

## Персонажи

### «ЛикоРеко»
Тисато Нисикиги (яп. 錦木 千束 Нисикиги Тисато) считается лучшим агентом «Ликориса». Ей нравится решать проблемы частного порядка, которые не стали бы решать в организации. В «Кафе „ЛикоРеко“» она весело и бодро работает в качестве самопровозглашённой девушки с плаката. Несмотря на то, что ей разрешено убивать, она стреляет нелетальными патронами и оказывает первую медицинскую помощь врагам, раненым другими агентами «Ликориса». Благодаря быстрой реакции и наблюдению за направлением взгляда собеседника у Тисато есть способность уклоняться от пуль, в том числе выпущенных с близкого расстояния, что позволяет ей разбираться со своими противниками на короткой дистанции.
Сэйю: Тика Андзай
Такина Иноуэ (яп. 井ノ上 たきな Иноуэ Такина) ранее была специальным агентом «Ликориса», но после неповиновения приказу во время одной из миссий она переведена в «Кафе „ЛикоРеко“». Реалистка с неприязнью к неэффективности, она бывает недовольна Тисато, которая не является типичным агентом «Ликориса». Надеясь доказать, что она достойна вернуться обратно в DA, Такина хочет показывать только хорошие рабочие результаты в «ЛикоРеко».
Сэйю: Сион Вакаяма
Мидзуки Накахара (яп. 中原 ミズキ Накахара Мидзуки) раньше была сотрудницей разведывательного подразделения организации; она долгое время работала вместе с Тисато. Ей 27 лет. Отчаянно желая выйти замуж, устроилась на работу в кафе в надежде встретить свою любовь. Её распорядок дня включает в себя выпивку по ночам и чтение свадебных журналов.
Сэйю: Ами Косимидзу
Куруми (яп. クルミ) — хакер с высоким уровнем интеллекта, известная под ником Walnut (англ. «Грецкий орех»). Выглядит как девочка десяти лет с длинными светлыми волосами и голубыми глазами. Она убежала из своего дома после того, как он был разрушен хакером под ником «Робота». Инсценировав своё убийство, Куруми устроилась в «Кафе „ЛикоРеко“», где работает в обмен на защиту и проживание.
Сэйю: Мисаки Куно
Мика (яп. ミカ) — управляющий кафе с традиционным японским уклоном «ЛикоРеко», с возрастом теряет зрение. Темнокожий мужчина сорока восьми лет, ходит с костылём. Стал приёмным родителем, присматривающим за своими проблематичными сотрудницами. Бывший сотрудник DA, он покинул организацию вместе с Тисато.
Сэйю: Косукэ Сакаки

### Direct Attack
Фуки Харукава (яп. 春川 フキ Харукава Фуки) — агент «Ликориса» первого класса, командир группы, в которую ранее входила Такина. Недовольна Такиной за неповиновение приказу. Пытается соперничать с Тисато в надежде однажды превзойти её.
Сэйю: Маки Кавасэ
Сакура Отомэ (яп. 乙女 サクラ Отомэ Сакура) — агент «Ликориса» второго класса, заменившая Такину после её перевода в «Кафе „ЛикоРеко“».
Сэйю: Макото Коити
Кусуноки (яп. 楠木) — командующая Direct Attack, наблюдающая за операциями всей организации. Вместе с тем она ставит во главу угла защиту имиджа агентства любой ценой, даже если это означает использование агента «Ликориса», такого как Такина, в качестве козла отпущения.
Сэйю: Ёко Соми

### Институт Алана
Синдзи Ёсимацу (яп. 吉松 シンジ Ёсимацу Синдзи) — выдающийся член Института Алана, занимающийся наймом хакеров для слежки за Direct Attack, а также организацией сделок с оружием на чёрном рынке. Он поддерживает имидж «делового человека» и регулярно посещает «Кафе „ЛикоРеко“»; также является старым знакомым Мики.
Сэйю: Ёдзи Уэда

### Другие
Мадзима (яп. 真島) — террорист, осуществивший несколько терактов в Токио в надежде разрушить иллюзию благополучия, создаваемую DA. Проявляет интерес к Тисато после поединка во время одного из терактов.
Сэйю: Ёсицугу Мацуока
Робота (яп. ロボ太) — самопровозглашённый «величайший хакер в мире», «убивший» Walnut. Носит маску в виде робота. Оказывает содействие Мадзиме.
Сэйю: Юки Сакакихара

## Создание и производство
Когда бывший главный редактор Асауры встретился с продюсером A-1 Pictures Синъитиро Касивадой по поводу адаптации Saekano: How to Raise a Boring Girlfriend, он отозвался о работах Асауры: «Этот парень сумасшедший». Затем редактор представил Асауру Касиваде. Позже Асаура получил приглашение поработать над новым аниме-проектом. Прежде чем пригласить Асауру в проект, Касивада сначала прочитал ранобэ его авторства под названием Death Need Round, которое представляло собой произведение жанра «girls with guns». Впоследствии Асаура решил включить в новую историю огнестрельное оружие. Он создал главных героев и видение мира, а также некоторые итоговые материалы, включающие синопсис и несколько повестей.
В Lycoris Recoil действие ряда эпизодов происходит в районе Сумида, Токио и включает парк Кинситё, аквариум в Сумиде, водный трамвай на реке Сумида, вид с воздуха на Рёгоку и так далее.

## Медиа

### Аниме
Аниме-сериал был анонсирован 31 декабря 2021 года. Производством сериала занялась студия A-1 Pictures, режиссёром стал Синго Адати, оригинальный сценарий написан Асаурой, дизайнером персонажей стал Имигимуру, а композитором — Сюхэй Муцуки. Аниме-сериал транслировался с 2 июля по 24 сентября 2022 на телеканалах Tokyo MX, GYT, GTV и BS11. Открывающая музыкальная тема аниме-сериала — «Alive» дуэта ClariS, закрывающая — «Hana no To» (яп. 花の塔 Хана но то:, «Цветочная башня») Саюри. За пределами Азии сериал лицензирован американской компанией Aniplex of America и транслировался посредством сервиса Crunchyroll одновременно на японском и английском языках. В Юго-Восточной Азии сериал лицензирован Plus Media Networks Asia и транслировался посредством сервиса Aniplus Asia.
11 февраля 2023 года был одобрен новый проект по Lycoris Recoil в формате аниме. 23 июля 2024 состоялся анонс шести короткометражных аниме-фильмов, сюжет которых будет рассказывать о повседневных делах главных героинь. Руководителем производства фильмов выступит Синго Адати, а сценаристом — Имигимуру. Фильмы с общим подзаголовком Friends Are Thieves of Time (с англ. — «Друзья — воры времени») выходили с 16 апреля по 21 мая 2025 года на официальном YouTube-канале Aniplex и других сервисах. Лицензиатами фильмов выступили сервисы Crunchyroll и Aniplus Asia.

#### Список серий
Оригинальный сериал
| №  | Название                                                      | Режиссёр       | Премьера в Японии   |
| -- | ------------------------------------------------------------- | -------------- | ------------------- |
| 01 | Тише едешь — дальше будешь «Easy does it»                     | Юсукэ Сибата   | 2 июля 2022 г.      |
| 02 | Чем больше, тем лучше «The more the merrier»                  | Томохиса Оноуэ | 9 июля 2022 г.      |
| 03 | Скоро, да не споро «More haste, less speed»                   | Юсукэ Маруяма  | 16 июля 2022 г.     |
| 04 | Под лежачий камень вода не течёт «Nothing seek, nothing find» | Тэцуя Такэути  | 23 июля 2022 г.     |
| 05 | Пока всё идёт хорошо «So far, so good»                        | Акико Сэки     | 30 июля 2022 г.     |
| 06 | Противоположности притягиваются «Opposites attract»           | Такаси Сакума  | 6 августа 2022 г.   |
| 07 | Время покажет «Time will tell»                                | Юсукэ Сибата   | 13 августа 2022 г.  |
| 08 | Будет день — будет пища «Another day, another dollar»         | Какуси Ифуку   | 20 августа 2022 г.  |
| 09 | Что сделано, то сделано «What’s done is done»                 | Юсукэ Маруяма  | 27 августа 2022 г.  |
| 10 | Отплатить злом за зло «Repay evil with evil»                  | Томохиса Оноуэ | 3 сентября 2022 г.  |
| 11 | Нашла коса на камень «Diamond cut diamond»                    | Акико Сэки     | 10 сентября 2022 г. |
| 12 | Природа против воспитания «Nature versus nurture»             | Юсукэ Сибата   | 17 сентября 2022 г. |
| 13 | Рекойл «Ликорис» «Recoil of Lycoris»                          | Юсукэ Маруяма  | 24 сентября 2022 г. |

Lycoris Recoil: Friends Are Thieves of Time
| №  | Название                                              | Режиссёр        | Автор сценария    | Премьера в Японии |
| -- | ----------------------------------------------------- | --------------- | ----------------- | ----------------- |
| 01 | Без паники «Take it easy»                             | Синго Адати     | Такаси Сакума     | 16 апреля 2025 г. |
| 02 | Далеко-далеко «Miles away»                            | Цуёси Тобита    | Имигимуру         | 23 апреля 2025 г. |
| 03 | Гениальная идея «Scintillation of genius»             | Кота Мори       | Сю Мори           | 30 апреля 2025 г. |
| 04 | Берегись! «Watch Out!»                                | Такаюки Кикути  | Ёсикадзу Томинага | 7 мая 2025 г.     |
| 05 | Горько-сладкая первая любовь «Bittersweet first love» | Мотоки Наканиси | Кэн Ямамото       | 14 мая 2025 г.    |
| 06 | Короткая передышка «Brief respite»                    | Масаюки Сакои   | Синго Адати       | 21 мая 2025 г.    |

### Манга
После выхода первой серии было объявлено об адаптации аниме в формат манги, а также о написании ранобэ. Манга, написанная и проиллюстрированная Ясунори Бидзэном, публикуется с 5 сентября 2022 года в журнале Monthly Comic Flapper издательства Media Factory. К февралю 2025 года главы манги были скомпонованы в шесть томов-танкобонов. Официальная антология манги, состоящая из трёх томов, была выпущена 22 декабря 2022 года одновременно с первым томом манга-адаптации сериала.
С 28 октября 2022 по 12 июля 2024 года в сервисах ComicWalker и Nico Nico Manga публиковался спин-офф манги под названием Lycoris Recoil: Recollect (яп. リコリス・リコイル リコレクト Рикорису рикоиру Рикорэкуто, «Ликорис Рекойл: Воспоминания»), автором которого стала Канари Абэ. Первый танкобон спин-оффа поступил в продажу 23 марта 2023 года.
В апреле 2024 года американское издательство Yen Press объявило о приобретении прав на публикацию основной серии манги на английском языке.

#### Список томов
Основная серия
| №  | Дата публикации     | ISBN                   |
| -- | ------------------- | ---------------------- |
| 01 | 22 декабря 2022 г.  | ISBN 978-4-0468-2030-3 |
| 02 | 23 мая 2023 г.      | ISBN 978-4-0468-2470-7 |
| 03 | 23 октября 2023 г.  | ISBN 978-4-0468-2940-5 |
| 04 | 23 марта 2024 г.    | ISBN 978-4-0468-3411-9 |
| 05 | 21 сентября 2024 г. | ISBN 978-4-0468-3856-8 |
| 06 | 21 февраля 2025 г.  | ISBN 978-4-0468-4497-2 |

Lycoris Recoil: Recollect
| №  | Дата публикации  | ISBN                   |
| -- | ---------------- | ---------------------- |
| 01 | 23 марта 2023 г. | ISBN 978-4-0468-2359-5 |
| 02 | 22 июля 2024 г.  | ISBN 978-4-0468-3393-8 |

Антологии
| №  | Заглавие                       | Дата публикации    | ISBN                   |
| -- | ------------------------------ | ------------------ | ---------------------- |
| 01 | Reload Риро:до (リロード)      | 22 декабря 2022 г. | ISBN 978-4-0491-4800-8 |
| 02 | Repeat Рипи:то (リピート)      | 22 декабря 2022 г. | ISBN 978-4-0468-2054-9 |
| 03 | React Риакуто (リアクト)       | 22 декабря 2022 г. | ISBN 978-4-0468-2096-9 |
| 04 | Repeat 2 Рипи:то 2 (リピート2) | 24 марта 2023 г.   | ISBN 978-4-0468-2357-1 |
| 05 | Reload 2 Риро:до 2 (リロード2) | 26 мая 2023 г.     | ISBN 978-4-0491-5015-5 |
| 06 | Repeat 3 Рипи:то 3 (リピート3) | 22 декабря 2023 г. | ISBN 978-4-0468-3243-6 |
| 07 | Reload 3 Риро:до 3 (リロード3) | 27 декабря 2023 г. | ISBN 978-4-0491-5426-9 |

### Ранобэ
Ранобэ под названием Lycoris Recoil: Ordinary Days (с англ. — «Ликорис Рекойл: Повседневность»), написанное Асаурой и проиллюстрированное Имигимуру, было выпущено 9 сентября 2022 года под импринтом Dengeki Bunko издательства ASCII Media Works. Является спин-оффом аниме-сериала.
Второе ранобэ под названием Lycoris Recoil: Recovery Days (с англ. — «Ликорис Рекойл: Восстановление») поступило в продажу 8 марта 2024 года.
Правами на выпуск Ordinary Days на территории США, как и правами на мангу, обладает издательство Yen Press.

#### Список томов
| №  | Дата публикации    | ISBN                   |
| -- | ------------------ | ---------------------- |
| 01 | 9 сентября 2022 г. | ISBN 978-4-0491-4618-9 |
| 02 | 8 марта 2024 г.    | ISBN 978-4-0491-5554-9 |

### Спектакль
В ноябре 2022 года было объявлено об адаптации аниме-сериала в формат спектакля. Роль Тисато Нисикиги сыграла Мисато Каваути, роль Такины Иноуэ — Сакихо Мотониси. На должность режиссёра спектакля был назначен Акира Ямадзаки, а сценаристом стал Ё Хосака. Его постановка проходила с 7 по 15 января 2023 года на сцене токийского театра Tennozu Galaxy Theater.
15 января 2024 года стало известно, что спектакль получит продолжение с подзаголовком Life Won’t Wait. Его постановка проходила с 7 по 16 июня 2024 года на сцене токийского театра Theatre G-Rosso; вся основная команда, работавшая над первой частью, осталась прежней.

## Приём

### Критика и отзывы
Обозреватели сайтов Anime News Network и Anime Feminist восприняли аниме-сериал неоднозначно. Аниме-сериал удостоился похвалы за персонажей и визуализацию, но подвёргся критике за «прославление» государственного насилия. В полном обзоре первых трёх серий Кристофер Фэррис с сайта Anime News Network похвалил аниме-сериал за возрождение поджанра «girls with guns», а также за персонажей и боевые сцены. Однако он выразил определённую обеспокоенность тем, что попытка сериала объединить жанр боевика с элементами повседневности может стать «простым отвлекающим фактором» и потенциально обходить любое обращение к политическому подтексту из завязки сюжета.
Обсуждая на сайте Anime Feminist в рамках летнего сезона аниме 2022 года первые четыре серии, Кейтлин Мур описала сериал как яркое развлечение, высоко оценив боевые сцены, визуализацию и дизайн персонажей, а также отметив вероятно необычный подтекст отношений в сериале, однако подвергла критике тональное несоответствие и сохраняющееся отсутствие ясности в отношении моральной или политической позиции в сериале по вопросу о государственном насилии.
Аниме-сериал в течение трёх недель подряд со дня премьеры занимал первое место в чарте Summer 2022 Weekly Poll (с англ. — «Еженедельный опрос лета 2022 года») сайта Anime Corner. По данным на 24 августа 2022 года Lycoris Recoil занял шестое место в общем рейтинге десяти самых просматриваемых аниме летнего сезона в Японии.
Хидэо Кодзима, создатель серии компьютерных игр Metal Gear, посредством своего твиттер-аккаунта похвалил Lycoris Recoil. Позже Кодзима принял просьбу написать рекомендацию, которая должна появиться на обложке ранобэ Lycoris Recoil: Ordinary Days. 22 августа 2022 года в издательстве Kadokawa объявили о хороших продажах ранобэ по предварительным заказам, вследствие чего было решено напечатать второе издание до начала продаж 9 сентября; как отметил создатель проекта Асаура, это было редким явлением. По данным на 25 ноября 2022 года общий тираж ранобэ составил 250 тысяч копий. По данным Oricon на декабрь 2022 года, ранобэ было продано в количестве 142 610 копий.

### Награды и номинации
| Год  | Награда                  | Результат | Категория                                 | Номинант                                                                             | Прим.  |
| ---- | ------------------------ | --------- | ----------------------------------------- | ------------------------------------------------------------------------------------ | ------ |
| 2023 | Anime Trending Awards    | 3-е место | Аниме года                                | Lycoris Recoil                                                                       | [ 58 ] |
| 2023 | Anime Trending Awards    | 4-е место | Аниме года в жанре боевик или приключения | Lycoris Recoil                                                                       | [ 58 ] |
| 2023 | Anime Trending Awards    | Победа    | Аниме года в жанре драма                  | Lycoris Recoil                                                                       | [ 59 ] |
| 2023 | Anime Trending Awards    | 3-е место | Девушка года                              | Тисато Нисикиги                                                                      | [ 58 ] |
| 2023 | Anime Trending Awards    | 7-е место | Девушка года                              | Такина Иноуэ                                                                         | [ 58 ] |
| 2023 | Anime Trending Awards    | 8-е место | Девушка года — второй план                | Куруми                                                                               | [ 58 ] |
| 2023 | Anime Trending Awards    | 2-е место | Лучшая актриса озвучивания                | Тика Андзай в роли Тисато Нисикиги                                                   | [ 58 ] |
| 2023 | Anime Trending Awards    | 6-е место | Лучшая анимация                           | Кодзи Акитака, Рина Морита, Го Судзуки, Юкари Такэути, Юмико Ямамото и Кэндзи Савада | [ 58 ] |
| 2023 | Anime Trending Awards    | 8-е место | Лучшая режиссура и раскадровка            | Тэцуя Такэути за четвёртую серию «Под лежачий камень вода не течёт»                  | [ 58 ] |
| 2023 | Anime Trending Awards    | Победа    | Лучший дизайн персонажей                  | Имигимуру                                                                            | [ 59 ] |
| 2023 | Anime Trending Awards    | 2-е место | Лучший оригинальный сценарий              | Синго Адати                                                                          | [ 58 ] |
| 2023 | Anime Trending Awards    | 4-е место | Пара или шип года                         | Тисато и Такина                                                                      | [ 58 ] |
| 2023 | Anime Trending Awards    | 4-е место | Парень года — второй план                 | Мадзима                                                                              | [ 58 ] |
| 2023 | Anime Trending Awards    | 6-е место | Эндинг года                               | «Hana no To» от Саюри                                                                | [ 58 ] |
| 2023 | Crunchyroll Anime Awards | Номинация | Аниме года                                | Lycoris Recoil                                                                       | [ 60 ] |
| 2023 | Crunchyroll Anime Awards | Победа    | Лучшее оригинальное аниме                 | Lycoris Recoil                                                                       | [ 60 ] |
| 2023 | Crunchyroll Anime Awards | Номинация | Лучший актёр дубляжа (испанский)          | Диана Кастаньеда в роли Тисато Нисикиги                                              | [ 60 ] |
| 2023 | Crunchyroll Anime Awards | Номинация | Лучший главный персонаж                   | Тисато Нисикиги                                                                      | [ 60 ] |
| 2023 | Crunchyroll Anime Awards | Номинация | Лучший новый сериал                       | Lycoris Recoil                                                                       | [ 60 ] |
| 2023 | Crunchyroll Anime Awards | Номинация | Лучший режиссёр                           | Синго Адати                                                                          | [ 60 ] |
| 2023 | Crunchyroll Anime Awards | Номинация | Лучший сэйю                               | Тика Андзай в роли Тисато Нисикиги                                                   | [ 60 ] |
| 2023 | Crunchyroll Anime Awards | Номинация | Лучший экшен                              | Lycoris Recoil                                                                       | [ 60 ] |
| 2023 | Newtype Anime Awards     | 5-е место | Лучшая музыкальная тема                   | «Hana no To» от Саюри                                                                | [ 61 ] |
| 2023 | Newtype Anime Awards     | 8-е место | Лучший дизайн персонажей                  | Имигимуру                                                                            | [ 61 ] |
| 2023 | Newtype Anime Awards     | 7-е место | Лучший режиссёр                           | Синго Адати                                                                          | [ 61 ] |
| 2023 | Newtype Anime Awards     | 7-е место | Лучший саундтрек                          | Сюхэй Муцуки                                                                         | [ 61 ] |
| 2023 | Newtype Anime Awards     | 8-е место | Лучший сценарист                          | Асаура                                                                               | [ 61 ] |
| 2023 | Newtype Anime Awards     | 4-е место | Лучший телесериал                         | Lycoris Recoil                                                                       | [ 61 ] |
| 2023 | Reddit Anime Awards      | Номинация | Аниме года                                | Lycoris Recoil                                                                       | [ 62 ] |
| 2023 | Reddit Anime Awards      | Победа    | Лучший сэйю (выбор жюри)                  | Тика Андзай в роли Тисато Нисикиги                                                   | [ 63 ] |